# Brassia maculata
Brassia maculata är en orkidéart som beskrevs av Robert Brown. Brassia maculata ingår i släktet Brassia och familjen orkidéer. Inga underarter finns listade i Catalogue of Life.

## Bildgalleri

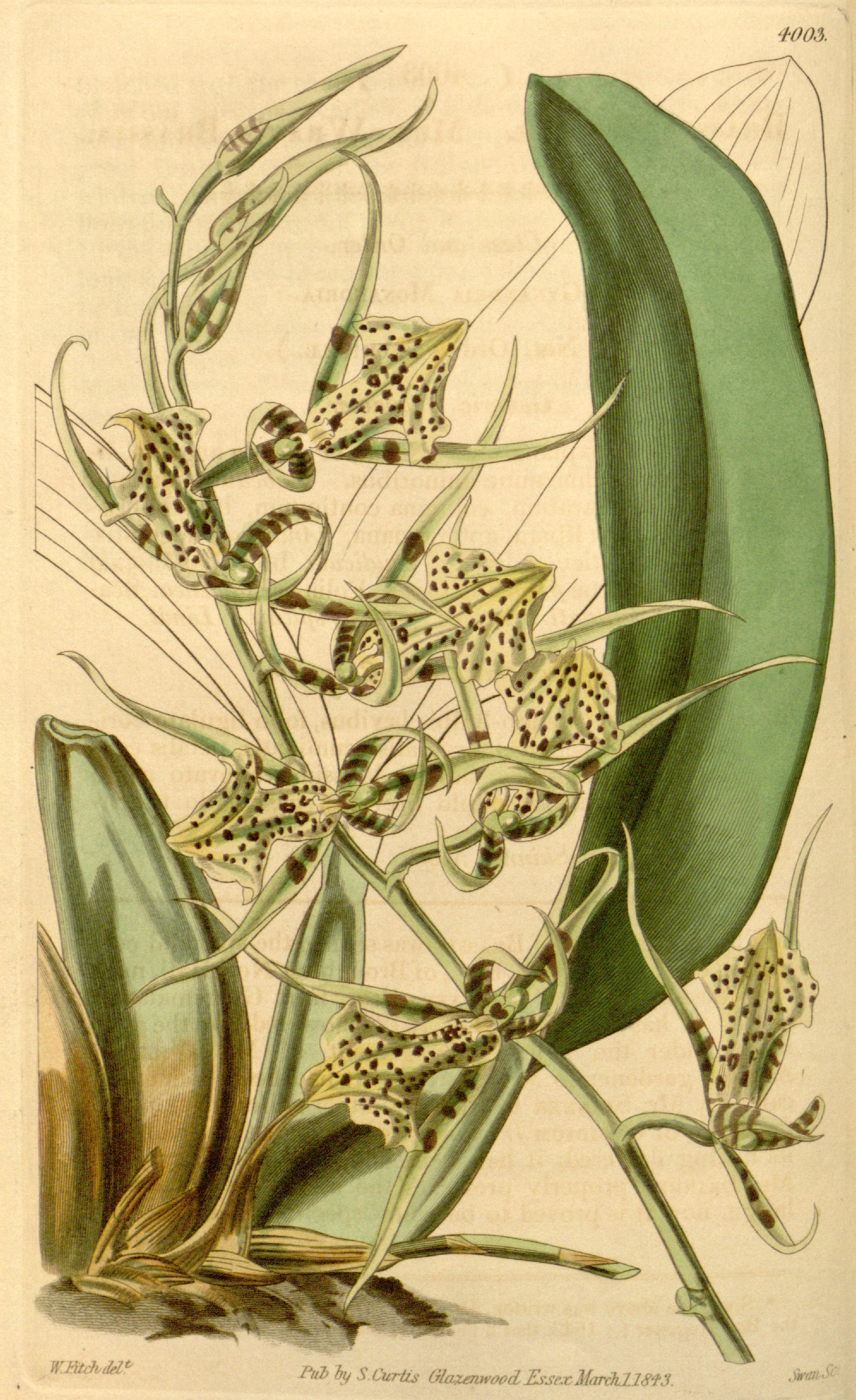
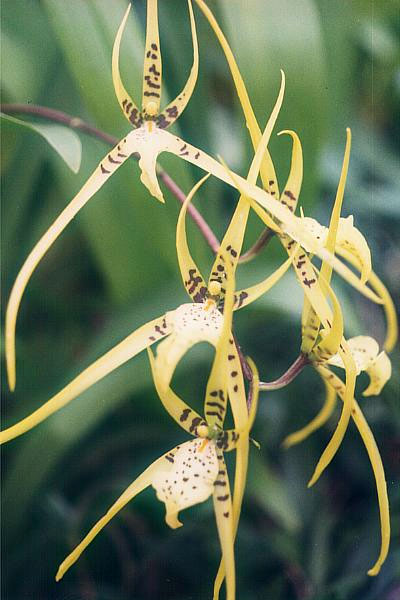
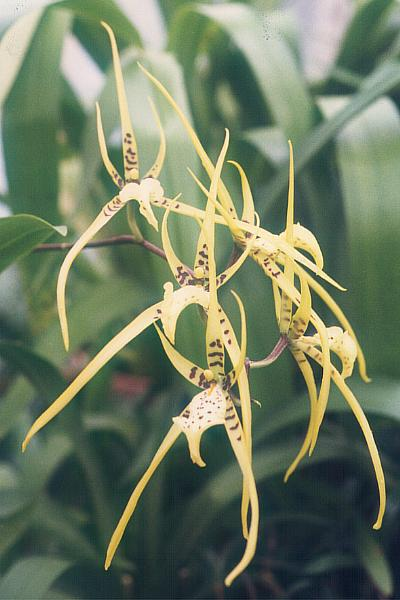
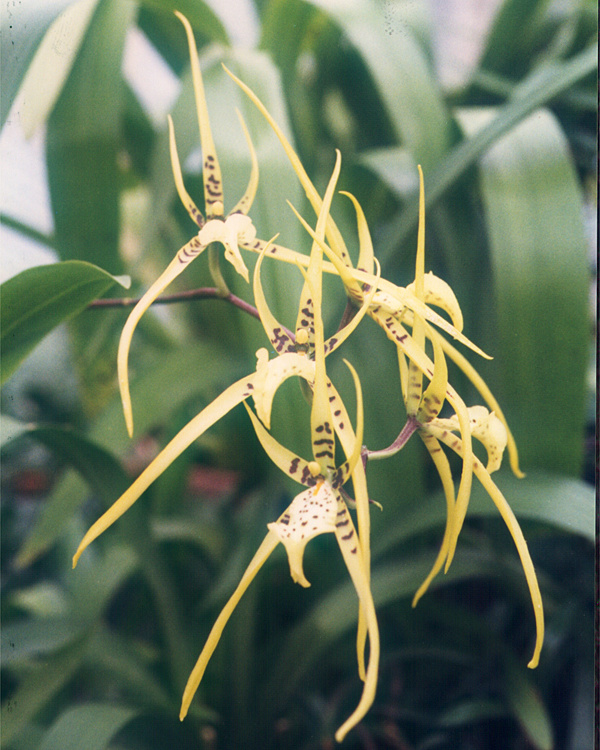